# Wdzydze (wieś)
Wdzydze (nieformalnie: Wdzydze Kiszewskie; dodatkowa nazwa w j. kaszub. Wdzydze, tradycyjnie: Wdzëdzé; niem. Wdzidze) – wieś kaszubska w Polsce położona w województwie pomorskim, w powiecie kościerskim, w gminie Kościerzyna, na Pojezierzu Kaszubskim i na obszarze Wdzydzkiego Parku Krajobrazowego. Wieś jest siedzibą sołectwa Wdzydze o powierzchni 2558 ha, w którego skład wchodzą również miejscowości Gołuń, Zabrody i Kruszyna. Prowadzi tędy również turystyczny Szlak Kaszubski, a rozpoczyna się Szlak im. Izydora Gulgowskiego.
W latach 1975–1998 miejscowość administracyjnie należała do województwa gdańskiego.
Jest to miejscowość turystyczna na Kaszubach, położona nad jeziorem Gołuń, siedziba najstarszego w Polsce skansenu – Kaszubskiego Parku Etnograficznego – założonego w 1906 roku przez nauczyciela miejscowej szkoły Izydora Gulgowskiego i jego żonę Teodorę. Zgromadzono w nim obiekty ludowe z XVII–XIX w., w tym kompletne wyposażenie kilku budynków. W skansenie znajduje się między innymi XVII-wieczny kościółek przeniesiony ze Swornegaci, chata z Piechowic oraz wiatrak holenderski.
Nad jeziorem znajduje się wieża widokowa o wysokości prawie 36 m. Budynek dawnej szkoły, w której uczył Izydor Gulgowski, pełni obecnie funkcję świetlicy wiejskiej.

## Historia
Pierwsza pisana wzmianka o jeziorze Wdzydze pochodzi z 1258 roku i ma związek z przynależnością do starostwa kiszewskiego. Pod koniec XVII w. we wsi Wdzydze mieszkało 11 rybaków i karczmarz. W 1780 roku wieś liczyła 40 mieszkańców. W końcu XIX w. była to wieś wyjątkowo biedna (z powodu piaszczystej gleby) i odcięta od świata. Mieszkańcy corocznie od wiosny do jesieni pracowali na saksach – u bauerów na Żuławach, w Saksonii i Meklemburgii. Wracali późną jesienią i aż do wiosny żyli w dotkliwej biedzie. W 1894 roku, podczas germanizacji historycznego nazewnictwa pomorskiego, Niemcy zastąpili nazwę historyczną Wdzidze poprzez sztuczną i obcą kulturowo formę Sanddorf.